# Víctor Hugo Vilhem
Víctor Hugo Vilhem (Concordia, 23 de junio de 1960) es un dirigente político de Argentina, de la provincia de Entre Ríos. Actualmente es senador por el Departamento San Salvador. Fue intendente de San Salvador en dos oportunidades. 

## Biografía
Nació el 23 de junio de 1960 en Concordia. Su padre es Víctor Antonio Vihlem, albañil y su madre, Elizabeth Mutz, modista. Está casado con Beatriz Itatí Gerard, docente, con quien tiene dos hijos. Cursó sus estudios primarios en la Escuela N.º 1  «José María Texier» y los secundarios en el Colegio Francisco Ramírez. Desde febrero de 1980 es empleado municipal.

## Vida política
Fue Secretario de gobierno de 1987 a 1991, durante la intendencia de Juan Jóse Larrarte y de abril de 1994 a diciembre de 1995, durante la gestión de Bordet. De 2003 a 2011 fue intendente municipal de San Salvador en dos períodos. Ganó todas las elecciones internas y generales en las que se presentó. 